# بابارستم (مقاطعة غيلانغرب)
بابارستم (بالفارسية: بابارستم) هي قرية تقع في قسم حيدريه الريفي (مقاطعة غيلانغرب) في إيران. يقدر عدد سكانها بـ 115 نسمة بحسب إحصاء 2016.